# Abu Bakr al-Khwarizmi
Abu Bakr al-Khwarizmi (923/934 - Nixapur el 1002) fou un escriptor persa en llengua àrab que fou l'introductor del gènere epistolar en la literatura àrab. S'atribuïa la nisba d'al-Tabarkhazi perquè assegurava que la seva mare era germana de l'historiador al-Tabari. Va néixer a Coràsmia on va viure de jove, però relativament aviat en va marxar i va treballar per a Sayf-ad-Dawla d'Àlep i després en altres llocs com Bukharà per als tahírides. Se li atribueixen diverses maqamat.